# Teerasil Dangda
Teerasil Dangda, född 6 juni 1988, är en thailändsk fotbollsspelare.
Teerasil Dangda spelade 89 landskamper för det Thailändska landslaget.